# Santatra Anita Abdallah Alinorosoa
Santatra Anita Abdallah Alinorosoa , née le 9 juin 1993, est une haltérophile malgache.

## Carrière
Santatra Anita Abdallah Alinorosoa est médaillée de bronze aux championnats d'Afrique 2017 dans la catégorie des moins de 53 kg.